# Blažej Vilím
Blažej Vilím (3. února 1909 Praha – 26. září 1976 Londýn) byl český a československý politik, poslanec Prozatímního a Ústavodárného Národního shromáždění za Československou sociální demokracii a funkcionář poúnorové exilové sociální demokracie.

## Biografie
Byl vyučen pasířem a cizelérem. Koncem 20. let byl krátce členem KSČ, ale byl z ní vyloučen pro „trockistické postoje“. Od roku 1931 byl členem sociálně demokratické mládežnické organizace a odborů. V roce 1935 se stal tajemníkem Svazu kovodělníků a působil jako funkcionář sociální demokracie. Za druhé republiky se v letech 1938–1939 podílel na budování krátce existující nové politické formace Národní strana práce a patřil mezi předáky mládežnické organizace Národní hnutí pracující mládeže. Za druhé světové války byl aktivní v odboji. V únoru 1940 ho zatklo gestapo a do konce války byl vězněn.
Po osvobození se znovu zapojil do aktivit sociální demokracie. Podílel se jako generální tajemník na obnově organizačních struktur strany. Na sjezdu v říjnu 1945 přednesl projev, v němž obhajoval změnu názvu strany (vypuštění slova „dělnická“) jako krok k oslovení širší skupiny voličů. Zároveň se podílel na obnovení sociálně demokratického hnutí na Slovensku, kde sice sociální demokraté roku 1944 fúzovali s komunisty, ale roku 1946 tam vznikla Strana práce, jež byla orientována sociálně demokraticky a o rok později se stala zemskou organizací ČSSD.
V letech 1945–1946 byl poslancem Prozatímního Národního shromáždění za sociální demokraty. Mandát obhájil v parlamentních volbách v roce 1946 a stal se poslancem Ústavodárného Národního shromáždění, kde formálně zasedal do konce volebního období roku 1948. 22. února 1947 navrhl zákon o převodu vlastnictví majetku hlubocké větve Schwarzenbergů na zemi Českou, tzv. Lex Schwarzenberg.
V rámci vnitrostranických sporů patřil k centristickému křídlu okolo Bohumila Laušmana. Během únorového převratu v roce 1948 zpočátku zaujal neutrální postoj a nepodpořil stranickou pravici v jejím názoru, že ČSSD by se měla připojit k demisi nekomunistických ministrů. Brzy po vítězství KSČ v převratu byl ovšem zbaven stranických funkcí a emigroval do Velké Británie. Zde se ihned zapojil do organizování exilové sociální demokracie, jejímž prozatímním předsedou byl od května do září 1948. V letech 1948–1950 pak byl generálním tajemníkem exilové ČSSD. Roku 1950 se ale s vedením strany rozešel a byl odvolán z funkcí. Od roku 1952 se již na aktivitách exilové ČSSD prakticky nepodílel. Pracoval pak jako cizelér a pokračoval v nezávislé politické činnosti. Byl v občasném kontaktu s Bohumilem Laušmanem. V roce 1968 navázal kontakty s přípravným výborem pro obnovení ČSSD v Československu. V letech 1971–1974 působil v Londýně jako vydavatel listu Perspektivy socialismu. Udržoval přátelské styky s dcerou Tomáše Garrigua Masaryka Olgou Revilliodovou-Masarykovou.